# NGC 4751
NGC 4751 ist eine elliptische Galaxie vom Hubble-Typ E–S0 im Sternbild Zentaur, die etwa 86 Millionen Lichtjahre von der Milchstraße entfernt ist.
Sie wurde am 15. März 1836 von John Herschel mit einem 18-Zoll-Spiegelteleskop entdeckt, der sie dabei mit „B, R; first vg, then vsbM, 50 arcseconds“ beschrieb.

## NGC 4751-Gruppe (LGG 309)
| Galaxie   | Alternativname | Entfernung/Mio. Lj |
| --------- | -------------- | ------------------ |
| NGC 4751  | PGC 43723      | 86                 |
| NGC 4730  | PGC 43611      | 86                 |
| PGC 43367 | ESO 322-101    | 81                 |
| PGC 43787 | ESO 323-33     | 97                 |
| PGC 43383 |                | 92                 |
| PGC 43402 |                | 89                 |
| PGC 43553 |                | 74                 |
| PGC 43722 |                | 90                 |